# グランツリー武蔵小杉
- セブン&アイ・ホールディングス
  - イトーヨーカ堂 > アリオ > グランツリー武蔵小杉
  - セブン&アイ・クリエイトリンク > アリオ > グランツリー武蔵小杉

グランツリー武蔵小杉（グランツリーむさしこすぎ）は、神奈川県川崎市中原区にある、セブン&アイ・ホールディングス傘下のセブン&アイ・クリエイトリンクが運営する複合商業施設である。

## 概要
武蔵小杉駅前にかつてあった、東京機械製作所玉川製造所第一工場の跡地に、駅前再開発の一環として2014年（平成26年）11月22日オープン。これにあわせ、元々武蔵小杉駅前にあったイトーヨーカドー武蔵小杉店は「武蔵小杉駅前店」と改称し、武蔵小杉駅前には2店舗のイトーヨーカドーが共存することになったが、武蔵小杉駅前店は従来型のGMSなのに対し、本施設の核店舗となるグランツリー武蔵小杉店は特定の品目（食料品・化粧品・子供用品）に特化している点で異なる。
モール・エスシー開発が運営する商業施設に「アリオ」があり、計画当初は仮称で「アリオ武蔵小杉」となる予定であった。しかし、地域社会と一体となった「お客様や街に寄り添い、ともに成長し躍進する、大きな温もりのある樹のような存在でありたい」というコンセプトのもと、新しいブランドである「グランツリー」として開業することになった。仮にアリオとして開業していれば、「アリオ市原」が2013年（平成25年）11月28日に開業して以来の18号店となる予定だった。なお、18号店は「アリオ」を冠しつつも新しいブランドである「セブンパーク」として、セブンパーク アリオ柏が2016年（平成28年）4月25日に開業した。
グランツリーとセブンパーク アリオ柏には、いずれもそごう・西武連名の小型店「西武・そごう」が出店したが、グランツリーのほうは売り上げ低迷のため2017年8月27日での閉店が決定、セブンパーク アリオ柏の「西武・そごう」は存続した。
2021年4月28日に開業以来最大規模のリニューアルを行い、その際にそごう・西武が「西武」ブランドで食品・ギフトアイテムを中心とした「西武武蔵小杉ショップ」として再出店している。
館内では無料のWiFiサービス「7SPOT」が提供されていたが、2022年3月末で廃止された。

## テナント
各テナントの一覧・詳細情報は、グランツリー武蔵小杉ホームページを参照。